# Coming Up for Air
Coming Up for Air ist das erste Musikalbum des US-amerikanischen Sängers und Songwriters Dan Reed.

## Hintergrund
Dan Reed war in den 1980er Jahren Sänger der aus Portland (Oregon) stammenden Band Dan Reed Network. Nach dem Ende der Band 1992 wandte sich Reed anderen Projekten („Adrenaline Sky“ (1996–1998), „G-13“ (1998–2000) und „Odyssey“ (2000–2001)) zu, wurde Miteigentümer eines Nachtclubs in Portland und zog sich mehr und mehr aus der kommerziellen Musik zurück. Nach dem Tod seines Vaters ging Reed nach Indien, bereiste Asien und lebte zeitweise als Gast bei tibetanischen Mönchen. Er traf auch einige israelische Musiker und entschloss sich 2006, nach Jerusalem zu ziehen. Nachdem er dort einige Zeit gelebt und gearbeitet und insbesondere musiziert hatte, kehrte Dan Reed zunächst nach Portland zurück, um seine neue CD aufzunehmen.
Für Coming Up for Air wurden neben typischen Instrumenten der Popmusik wie Gitarre, Schlagzeug, Bass und Keyboard auch Violine und Klavier sowie einige asiatische Instrumente, wie z. B. eine chinesische Harfe, verwendet.

## Rezeption
Der Rezensent Jochen König von musikreviews.de meinte, Coming Up for Air sein „ein stilles und grüblerisches Album,“ das „textlich ambitioniert, aber nicht marktschreierisch“ sei. „Etliche Höhepunkte“ machten das „gelegentliche Fischen in flachen Pop-Gewässern“ wett. Die Produktion wurde als „klar und sauber“ beschrieben, sie veredele Coming Up for Air zusätzlich. König vergab in seiner Wertung 10 von 15 erreichbaren Punkten.

## Titelliste
1. 4:29 – Coming Up for Air
2. 3:32 – Losing My Fear
3. 4:05 – Closer
4. 5:32 – On Your Side
5. 4:32 – Brave New World
6. 4:50 – Feels Like Home
7. 4:26 – Middle of Nowhere
8. 4:34 – Sacred Ground
9. 5:10 – Reach for the Sun
10. 5:03 – Candlelight
11. 4:50 – Promised Land
12. 4:40 – Pray for Rain
13. 4:56 – The Dictator